# Залозы
Залозы (укр. Залози) — село в Жолковской городской общине Львовского района Львовской области Украины.
Население по переписи 2001 года составляло 298 человек. Занимает площадь 6,366 км². Почтовый индекс — 80331.